# Magik Three: Far from Earth
Magik Three: Far from Earth is de derde cd uit de Magik-reeks van DJ Tiësto.
De cd verscheen in 1998.
Net als de rest van de cd's uit deze reeks is ook deze cd een "live turntable mix", oftewel de cd is opgenomen terwijl Tiësto de platen mixte.

## Tracklist
1. DJ Tiësto - Theme from Norefjell (6:29)
2. Maracca - Invocation (3:14)
3. Dove Beat - La Paloma (2:26)
4. Chicane - Lost You Somewhere [Heliotropic Mix] (5:06)
5. Alex Whitcombe en Big C - Ice Rain (5:31)
6. Ayla - Ayla (6:29)
7. San - I Know (6:10)
8. Hammock Brother - Sea (4:47)
9. Dominion - The Dubs: Lost Without You (5:27)
10. Allure - Cruising (3:26)
11. Art of Trance - Madagaskar Cygnus X Remix] (4:12)
12. Tekara en Lucy Cotter - Breathe in You (5:00)
13. Classified Project - Resurrection [Original Version] (3:30)
14. Scoop - Wings of Love [Original Club Mix] (3:23)
15. Gouryella - Gouryella (3:23)
16. Pob en X-Avia - The Awakening [Quietman Remix] (4:51)